# Jubaoshan (sockenhuvudort i Kina, Heilongjiang Sheng, lat 46,65, long 127,51)
Jubaoshan (kinesiska: 巨宝山, 巨宝山乡) är en sockenhuvudort i Kina. Den ligger i provinsen Heilongjiang, i den nordöstra delen av landet, omkring 120 kilometer nordost om provinshuvudstaden Harbin. Antalet invånare är 16 088. Befolkningen består av 7 808 kvinnor och 8 280 män. Barn under 15 år utgör 14,0 %, vuxna 15-64 år 79 %, och äldre över 65 år 5,0 %.
Runt Jubaoshan är det ganska tätbefolkat, med 185 invånare per kvadratkilometer. Närmaste större samhälle är Xinsheng, 19,7 km nordost om Jubaoshan. Trakten runt Jubaoshan består till största delen av jordbruksmark.
Genomsnittlig årsnederbörd är 915 millimeter. Den regnigaste månaden är juli, med i genomsnitt 219 mm nederbörd, och den torraste är januari, med 9 mm nederbörd.